# Pinson (Alabama)
Pinson é uma cidade localizada no estado americano do Alabama, no Condado de Jefferson.

## Demografia
Segundo o censo americano de 2000, a sua população era de 5033 habitantes.

## Geografia
De acordo com o United States Census Bureau tem uma área de 18,2 km², dos quais 18,1 km² cobertos por terra e 0,1 km² cobertos por água. Pinson localiza-se a aproximadamente 232 m acima do nível do mar.

## Localidades na vizinhança
O diagrama seguinte representa as localidades num raio de 16 km ao redor de Pinson.